# Белоградчишки говор
Белоградчишкият говор е диалект на българския език, включващ преходните говори, говорени в Северозападна България.
Говорът е разпространен в Западния Предбалкан – по-голямата част от Белоградчишко и съседни части на Берковско и Монтанско, както и в някои селища в Дунавската равнина, където се установяват преселници от основната област. Тя включва територията между билото на Стара планина и линията, очертана от селата (също включени в обхвата ѝ) Подгоре, Рабиша, Върба, Сливовник, Калугер, Орешец, Боровица, Плешивец, Гюргич, Превала, Горна Лука, Митровци, Железна, Копиловци, Главановци и Дълги дел.
Освен тази компактна област, в началото на XX век белоградчишкия говор е регистриран с различна степен на запазеност в компактна група от десетина села по долното течение на Цибър, както и в отделни села и махали, главно в Ломско и Видинско. В свои теренни изследвания в края на 20-те години на XX век Цветан Тодоров установява добре запазен белоградчишки говор в селата Горно Линево, Долно Линево, Ковачица, Лабец, Мокреш, Вълчедръм, Добри дол, Сливата, Ярловица, Ново село, Чунгурус, Ивановци, Александрово, Медовница и Вирове и разколебан под влияние на местните говори в Извор, Игнатово, Комощица и Душилница. Селища с присъствие на диалекта в обособени махали са Гърци, Видин, Арчар, Мали Дреновец, Брусарци, Крумово, Разград махала, Черни връх.